# KAB–500Kr

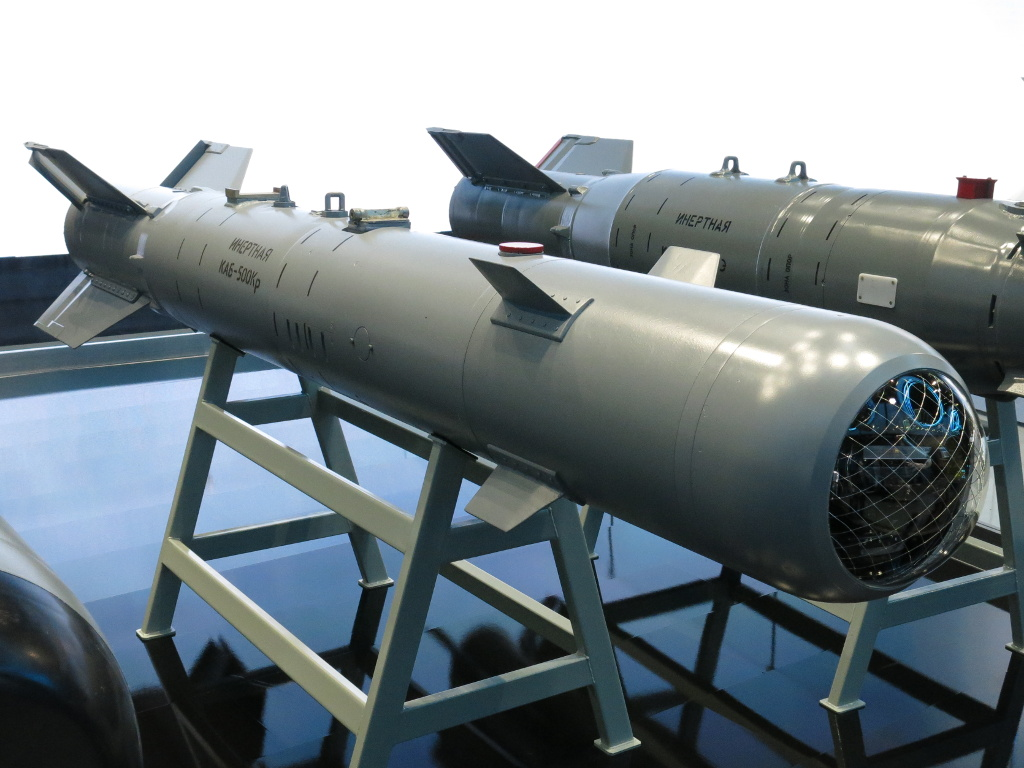
KAB−500Kr irányított légibomba

A KAB–500Kr (oroszul: КАБ–500Кр – корректируемая авиабомба, magyar átírásban: korrektyirujemaja aviabomba, magyarul: irányított légibomba, az 500-as szám a tömegére utal) a Szovjetunióban, majd később Oroszországban gyártott irányított légibomba, a KAB–500 légibomba-család tagja. Ipari létesítmények, betonfedezékek, olajtárolók, kikötői létesítmények és vízfelszíni célok pusztítására fejlesztették ki. A fegyver az amerikai GBU–15 lézerirányítású bombához hasonlít.
A Szovjetunióban az 1970-es évek elején kezdődött az irányított légibombák kifejlesztése a ma a Taktyicseszkoje Raktnoje Vooruzsenyije (Harcászati Rakétfegyverzet) állami holdinghoz tartozó Region vállalatnál. Többféle kialakítású irányított légibomba fejlesztése folyt. A KAB–500Kr televíziós irányítású, mely párhuzamosan készült a lézerirányítású KAB–500L bombával. A lézerirányítású változatot 1975-ben rendszeresítették a szovjet frontlégierőnél, míg a KAB–500Kr rendszeresítésére 1979-ben került sor. A Szovjetunió felbomlása után több utódállamban is hadrendben maradt, valamint Kína is rendszeresítette. Harci körülmények között a csecsenföldi háborúkban alkalmazták.
A bombatest az 500 kg-os FAB–500 repesz-romboló bombából származik. A bomba orr-részében található a televíziós irányítóberendezés, amely alkalmas a repülési pálya korrigálására. Az önirányító berendezés a cél rögzített képének és az aktuális helyzetképnek az összehasonlításából eredő korrekciós jelek alapján dolgozza ki a kormányparancsokat. A kormánygép és a kormányfelületek a farokrészben találhatók. Az elektronikus rendszer energiaellátásáról lőportöltetű turbógenerátor gondoskodik. A fegyver csak a cél vizuális észlelhetősége esetén alkalmazható.
A bomba teljes tömege 560 kg, melyből a betonromboló harci rész 380 kg-ot tesz ki. 1,5 m vastagságú vasbeton átszakítására képes, talajba (sima földbe) mintegy 10 m mélységben képes behatolni. 550–1100 km/h sebesség mellett 1500 m és 5000 m közötti magasságból oldható. Jó látási viszonyok mellett az önirányító berendezés keresője 15–17 km távolságból képes a cél befogására.
Export-változata a KAB–500Kr–E, mely csökkentett hatóerejű robbanóanyaggal és kevésbé érzékeny elektro-optikai keresővel van felszerelve, az alapváltozatnál pontatlanabb fegyver. Termobarikus töltettel ellátott változata a KAB–500Kr–OD vákuumbomba, melynek harci része csak 250 kg tömegű, működésében és paramétereiben megegyezik az alapváltozattal. Gyakorló változata a KAB–500Kr–U, amely csak az önirányító fejet tartalmazza, hátulról egy áramvonalazó kúppal lezárva.
A KAB–500Kr légibombát a MiG–27K, a MiG–29M, a Szu–24M, a Szu–25TM, valamint a Szu–27M és annak továbbfejlesztett változatainak fegyverzetébe integrálták.

## Műszaki adatok
- Össztömeg: 560 kg
- Harci rész tömege: 380 kg
- Hossz: 3050 mm
- Bombatest legnagyobb átmérője: 400 mm
- Stabilizátorok fesztávolsága: 800 mm